# Biała (gmina, Opole)
Pour les articles homonymes, voir Biała.
Biała est une gmina mixte du powiat de Prudnik, Opole, dans le sud-ouest de la Pologne. Son siège est la ville de Biała Prudnicka, qui se situe environ 11 km au nord-est de Prudnik et 36 km au sud-ouest de la capitale régionale Opole.
La gmina couvre une superficie de 195,82 km2 pour une population de 11 591 habitants.

## Géographie
La gmina inclut les villages de Biała Prudnicka, Browiniec Polski, Brzeźnica, Chrzelice, Czartowice, Dębina, Frącki, Górka Prudnicka, Gostomia, Grabina, Józefów, Kolnowice, Krobusz, Łącznik, Laskowiec, Ligota Bialska, Miłowice, Mokra, Nowa Wieś Prudnicka, Ogiernicze, Olbrachcice, Otoki, Pogórze, Prężyna, Radostynia, Rostkowice, Śmicz, Solec, Wasiłowice, Wilków, Żabnik
La gmina borde les gminy de Głogówek, Korfantów, Lubrza, Prószków, Prudnik et Strzeleczki.